# 金本高
金本高（？—？），字仰止，號我山，雲南雲南前衛旗籍（在今云南昆明），明朝政治人物。

## 生平
万历二十二年（1594年）甲午科云南乡试第一名（解元），曾任河南府新安县学教谕，三十二年（1604年），登甲辰科會試第二百三十九名，三甲二百六名进士，兵部觀政，三十三年授东光知县，三十八年补南刑部山西司主事，四十一年升郎中，四十三年升池州府知府，四十七年拾遗，天启初补汉中知府，五年升陕西关南道副使，七年四月升四川右参政，崇祯元年考察。

## 家族
曾祖金玉，祖父金晖，父金清，母张氏。永感下。娶张氏，继娶李氏。兄金本富。